# Parapercis bicoloripes
Parapercis bicoloripes és una espècie de peix de la família dels pingüipèdids i de l'ordre dels perciformes.

## Etimologia
El seu nom científic fa referència a les seues aletes bicolors.

## Descripció
- Fa 15,5 cm de llargària màxima i té l'aleta caudal grisenca amb nombroses taques petites i blanques agrupades en estretes bandes transversals.
- 5 espines i 20-21 radis tous a l'aleta dorsal i 18 radis tous a l'anal. El primer radi del lòbul superior de l'aleta caudal és lleugerament allargat. Aletes ventrals bicolors (de color negre a la base i al llarg de la vora interior, mentre que l'exterior és més clara).
- 30 vèrtebres (10+20).
- Boca amb 6 dents semblants a ullals i sense dents palatines.
- Escates ctenoides (també a les galtes). 55-57 escates a la línia lateral.[3][6]

## Alimentació
Hom creu que es nodreix de peixets i crustacis (gambes i Mysida).

## Hàbitat i distribució geogràfica
És un peix marí, bentopelàgic i de clima tropical, el qual viu al Pacífic occidental: el Vietnam.

## Observacions
És inofensiu per als humans i comparteix el seu hàbitat amb Parapercis sexfasciata i Parapercis alboguttata.